# Рукомет за жене на Летњим олимпијским играма 1992.
Рукометни турнир за жене на Олимпијским играма у Барселони 1992. одржан у периоду од 30. јула до 8. августа.
На турниру је учествовало 8 репрезентација. На овим Олимпијским играма учествовала екипа Уједињени тим, која је наступала под олимпијском заставом.
Екипе су у предтакмичењу биле подељене у две групе А и Б. Играло се по једноструком бод систему (свако са сваким по једну утакмицу).
Четврто пласиране екипе су играле за пласман на седмо, а трећепласиране за пето место.
По две првопласиране екипе из група играле су полуфиналне утакмице тако што су играли 1А са 2Б, 2А са 1Б. Поражене су играли за 3, а победнице за прво место.

## Група А
| Датум     | Време | 1. екипа                            | Резултат | 2. екипа                            |
| 30. јули  | 10,00 | Немачка                             | 32 : 17  | Нигерија                            |
|           | 15,00 | Уједињени тим на олимпијским играма | 23 : 18  | Сједињене Државе                    |
| 1. август | 10,00 | Нигерија                            | 18 : 26  | Уједињени тим на олимпијским играма |
|           | 15,00 | Сједињене Државе                    | 16 : 32  | Немачка                             |
| 3. август | 10,00 | Сједињене Државе                    | 23 : 21  | Нигерија                            |
|           | 16,30 | Уједињени тим на олимпијским играма | 28 : 22  | Немачка                             |

### Табела групе А
| Пласман | Екипа                               | И | П | Н | Г | ДГ | ПГ | ГР  | Бодови |
| 1.      | Уједињени тим на олимпијским играма | 3 | 3 | 0 | 0 | 77 | 56 | +21 | 6      |
| 2.      | Немачка                             | 3 | 2 | 0 | 1 | 86 | 61 | +25 | 4      |
| 3.      | Сједињене Државе                    | 3 | 1 | 0 | 2 | 55 | 76 | -21 | 2      |
| 4.      | Нигерија                            | 3 | 0 | 0 | 3 | 56 | 81 | -25 | 0      |

Легенда:
 И =играо, П = победа, Н = нерешено
Г = пораз, ДГ = дати голови, ПГ = примљени голови, ГР = гол-разлика

## Група Б
| Датум     | Време | 1. екипа     | Резултат | 2. екипа     |
| 30. јули  | 11,30 | Аустрија     | 20 : 16  | Шпанија      |
|           | 16,30 | Норвешка     | 16 : 27  | Јужна Кореја |
| 1. август | 11,30 | Шпанија      | 16 : 20  | Норвешка     |
|           | 16,30 | Јужна Кореја | 27 : 27  | Аустрија     |
| 3. август | 11,30 | Норвешка     | 19 : 17  | Аустрија     |
|           | 16,30 | Јужна Кореја | 28 : 18  | Шпанија      |

### Табела групе Б
| Пласман | Екипа        | И | П | Н | Г | ДГ | ПГ | ГР  | Бодови |
| 1.      | Јужна Кореја | 3 | 2 | 1 | 0 | 82 | 61 | +21 | 5      |
| 2.      | Норвешка     | 3 | 2 | 1 | 0 | 55 | 60 | -5  | 4      |
| 3.      | Аустрија     | 3 | 1 | 1 | 1 | 64 | 62 | +2  | 3      |
| 4.      | Шпанија      | 3 | 0 | 0 | 3 | 50 | 68 | -18 | 0      |

## Полуфинале
| Датум     | Време | 1. екипа                            | Резултат | 2. екипа |
| 6. август | 14,00 | Уједињени тим на олимпијским играма | 23 : 24  | Норвешка |
|           | 16,00 | Јужна Кореја                        | 26 : 25  | Немачка  |

## Финални мечеви
| Меч за   | Датум     | време | 1. екипа         | Резултат | 2. екипа                            |
| 7 место  | 7. август | 9,00  | Шпанија          | 26 : 17  | Нигерија                            |
| 5 место  |           | 11,00 | Сједињене Државе | 17 : 26  | Аустрија                            |
| 3. место | 8. август | 10:00 | Немачка          | 20 : 24  | Уједињени тим на олимпијским играма |
| 1 место  |           | 12,00 | Норвешка         | 21 : 28  | Јужна Кореја                        |

## Коначан пласман
| Злато  | Јужна Кореја                        |
| Сребро | Норвешка                            |
| Бронза | Уједињени тим на олимпијским играма |
| 4.     | Немачка                             |
| 5.     | Аустрија                            |
| 6.     | Сједињене Државе                    |
| 7.     | Шпанија                             |
| 8.     | Нигерија                            |

## Састави екипа победница
| 1 | Јужна Кореја                        | Moon Hyang-Ja, Nam Eun-Young, Lee Ho-Youn, Lee Mi-Young, Hong Jeong-Ho, Lim O-Kyung, Min Hye-Sook, Park Jeong-Lim, Oh Sung-Ok, Jang Ri-Ra, Kim Hwa-Sook, Park Kap-Sook, Cha Jae-Kyung                                                    |
| 2 | Норвешка                            | Hege Kirsti Froseth, Tonje Sagstuen, Hanne Hogness, Heidi Sundal, Susann Goksor, Cathrine Svendsen, Mona Dahle, Siri Ettedal, Henriette Henriksen, Ingrid Steen, Karin Pettersen, Annette Skotvoll, Kristine Duvholt, Heidi Marie Tjugum |
| 3 | Уједињени тим на олимпијским играма | Светлана Богданова, Наталија Дерјугина, Галина Онопријенко, Татјана Горб, Елина Гусева, Лариса Кисељова, Марина Басанова, Наталија Морскова, Људмила Годуз, Светлана Прјахина, Наталија Анисимова, Галина Борсенкова, Татјана Џанџгава   |